# 加藤智也
加藤 智也（かとう ともや、1986年1月28日 - ）は、ミヤギテレビ社員、元アナウンサー。

## 略歴・人物
岩手県盛岡市出身。両親も放送関係者で、実父の加藤久智は地元局・IBC岩手放送のアナウンサーだった。この繋がりで秋田大学在学中から久智が当時在籍していたIBCのアナウンスセミナーを受講したり、同じくIBCで放送されている自社制作番組の『じゃじゃじゃTV』にも出演した。2008年で大学を卒業した後にミヤギテレビへ入社し、アナウンサーとして活動。
趣味はハンドボールで、学生時代にはゴールキーパーだった。秋田大学時代に全国大会にも出場している。
第31回NNSアナウンス大賞において、最優秀新人賞を受賞した。
2011年9月13日の「OH!バンデス」内、「向こう三軒!おじゃましま～す!!」にて同年9月4日に結婚したことを発表した。
2019年4月より他部署へ異動となった。

## かつての担当番組
- OH!バンデス バンデス記者
- ちょっとブレイクタイム
- ミヤテレスタジアム（ナレーター※番組では「加藤トモヤ」名義での出演）

## ミヤギテレビ入社前
- 『じゃじゃじゃTV』（IBC岩手放送）

## エピソード
- アナウンサー時代の2013年9月26日に埼玉西武ライオンズ対東北楽天ゴールデンイーグルス試合が西武ドームで行われ、楽天がマジック1で迎えた第22回戦の最中に、誤って進入禁止とされているバックスクリーンエリアへ入り込み、試合が一時中断してしまった上、さらに「ミヤギテレビへ抗議する」などといった批判の内容がSNSで掲載されてしまう事態に至った[5][6]。